# Балабеков, Хан Калабекович
Хан «Hantigr_4» Балабеков (род. 4 февраля 2001, Мурманск) — российский киберспортсмен, игрок в FIFA. Представляет футбольный клуб «Анжи».

## Биография
Родился 4 февраля 2001 года в Мурманске, но позже переехал с родителями в Махачкалу. В детстве занимался футболом в академии «Анжи», однако из-за травм не смог перейти на профессиональный уровень. Играть в FIFA начал в 2014 году на платформе PS4. Поначалу родители отрицательно относились к увлечению Хана играми, поскольку это стало сказываться на учёбе.
В 2016 году дебютировал на чемпионате России по киберфутболу, однако не смог выйти из группы. Также принимал участие в турнире 2017 года, где занял первое место в группе, но вылетел на одной из ранних стадий плей-офф, уступив Андрею Коннову. В том же году успешно прошёл oнлайн отбор на следующий чемпионат России, который проходил 23-24 декабря 2017 года при поддержке РФС и ФКСР. В первый день турнира Балабеков занял первое место в группе не пропустив ни одного гола, и успешно преодолел сетку плей-офф, неожиданно добравшись до полуфинала, где его соперником стал Богдан Астанин. На следующий день Хан одержал победу в полуфинале со счётом 3:1 и вышел в финал, где со счётом 3:0 в серии победил Аслана Унежева. Таким образом Хан Балабеков стал самым молодым победителем чемпионата России (16 лет на момент чемпионства) и первым чемпионом по версии РФС. За победу в турнире получил приз в размере 500 000 рублей.
В начале апреля 2018 года переехал в Москву.

## Достижения
- Чемпион России: 2017
- Топ-9-12 Кубка России: 2017
- Топ-1 «Заяви о себе» (первый сезон)